# کلاته حسن (نهبندان)
کلاته حسن روستایی در دهستان میغان بخش مرکزی شهرستان نهبندان استان خراسان جنوبی ایران است. بر پایه سرشماری عمومی نفوس و مسکن در سال ۱۳۹۰ جمعیت این روستا ۷۱ نفر (در ۲۶ خانوار) بوده است.